# ماها سلفادور
ماها روس أندريس سلفادور (من مواليد 5 أكتوبر 1988) ممثلة فلبينية، راقصة، مغنية، عارضة أزياء، مضيفة ومنتجة في بعض الأحيان. هي حاليًا تحت إدارة مجموعة قنوات أي بي إس-سي بي إن لبرنامج ستار ماجيك وتعتبر «أميرة الرقص». شاركت سلفادور في إنتاج وتصوير في فيلم ثيلما (2011)، الذي حصلت عليها على جائزة جواد يوريان وجائزة أكاديمية السينما في الفلبين لأفضل ممثلة. وهي معروفة على نطاق واسع بأدوارها في المسلسل التلفزيوني «ابتداء من القلب»، وأحيانًا أحبك، الأم الشقيقة، الزوجة القانونية وجسور الحب. في عام 2017، صعدت سلفادور إلى دورها بصفتها ليلي كروز / آيفي أغواس في وايلد فلاور.

## روابط خارجية
- ماها سلفادور على موقع IMDb (الإنجليزية)
- ماها سلفادور على موقع ميوزك برينز (الإنجليزية)
- ماها سلفادور على موقع قاعدة بيانات الفيلم (الإنجليزية)